# الهجرة (جحانة)

تعديل مصدري - تعديل

الهجرة هي إحدى قرى عزلة قروى بمديرية جحانة التابعة لمحافظة صنعاء، بلغ تعداد سكانها 149 نسمة حسب تعداد اليمن لعام 2004.